# Кућа Јована Скерлића
Кућа Јована Скерлића се налази у Београду, на углу улица Господар Јованове и Књегиње Љубице, представља непокретно културно добро као  споменик културе.
Породична стамбена кућа генерала Јована Прапорчетовића у којој је имао једно време изнајмљен стан књижевни критичар Јована Скерлића (1877—1914) саграђена је у првој декади 20. века, подигнута на углу две улице. Са дворишне стране граничила се са имањем и кућама генерала Јована Мишковића (васпитача краља Александара Обреновића). У функционалном погледу, представља тип грађанске куће на прелазу два века, обликована је у сецесијском маниру, док је данас пластика видљива само изнад централног ризалита и у фасадном венцу.
Чињеница да је у овој кући провео део живота и рада познати критичар др Јован Скерлић, даје јој меморијални карактер.